# محمد بن راشد آل مکتوم
شیخ محمد بن راشد آل مکتوم (زادهٔ ۱۵ ژوئیهٔ ۱۹۴۹ در دبی) حاکم امارت دبی است که با نام شیخ محمد نیز شناخته می‌شود. از او به عنوان «معمار دبی نوین» یاد می‌کنند. وی از قبیله آل بوفلاسه است که باجد شیخ زاید بن سلطان آل نهیان (بوفلاح) که برادر بوفلاسه است یکی هستند. و همگی به قبیله بزرگ بنی‌یاس می‌رسند که از اعراب بسیار قدیمی امارات هستند
وی از زمان الحاقش در سال ۲۰۰۶، اصلاحات عمده‌ای در دولت امارات متحده عربی انجام داده‌است، که اولین آن‌ها استراتژی دولت فدرال امارات متحده عربی در آوریل ۱۹۴۹ بود. در سال ۲۰۱۰، او چشم‌انداز ۲۰۲۱ امارات متحده عربی را با هدف «تبدیل امارات متحده عربی به یکی از بهترین کشورهای جهان» تا سال ۲۰۲۱ راه‌اندازی کرد. او عامل رشد دبی به شهری جهانی و همچنین راه‌اندازی تعدادی شرکت بزرگ از جمله هواپیمایی امارات، دی‌پی ورلد و گروه جمیرا است.
شیخ محمد بر توسعه پروژه‌های تحول اقتصادی متعدد در دبی نظارت کرده‌است که از جمله می‌توان به ساخت برج خلیفه، بلندترین ساختمان در جهان اشاره کرد.
او که سوارکاری مشتاق است، مؤسس اصطبل در مالکیت خانواده مکتوم گادولفین و شرکت پرورش اسب دارلی است که در شش کشور فعال است. او در سال ۲۰۱۲ اسب ماجی دو پانت را ۱۶۰ کیلومتر دواند و قهرمان استقامت جهان در مسابقات قهرمانی فدراسیون بین‌المللی سوارکاری شد. شیخ محمد در شاعری نیز شناخته شده‌است و به زبان مادری خود - عربی - شعر می‌گوید.او روابط نزدیک و صمیمانه ای با محمد بن زاید ال نهیان حاکم امارت ابوظبی و فرمانده عالی نیروهای مسلح امارات متحده عربی دارد.

## اوایل زندگی و تحصیلات
او سومین پسر از چهار پسر راشد بن سعید آل مکتوم است. مادر او شیخه لطیفه بنت حمدان آل نهیان (دختر شیخ حمدان بن زاید آل نهیان، حاکم ابوظبی) است.
وی از چهار سالگی به‌طور خصوصی زبان عربی و تعلیمات اسلامی را آموخت. سپس تحصیلات ابتدائی را در مدرسه الاحمدیه در دیره گذراند. در ده سالگی به مدرسه الشعب رفت و دو سال بعد به مدرسه متوسطه دبی رفت. پدربزرگ شیخ محمد در ۲ سپتامبر ۱۹۵۸ در گذشت و پدرش به جای او حاکم دبی شد و از آن پس تمهیدات ویژه‌ای را برای آماده‌سازی محمد برای ورود به حکومت در آینده به کار گرفت. در اوت ۱۹۶۸ شیخ محمد به همراه عموزاده‌اش شیخ محمد بن خلیفه آل مکتوم به لندن سفر کرد و در مدرسه زبان بل در شهر کمبریج ثبت نام کرد تا زبان انگلیسی بیاموزد. او پس از آن در مدرسه آموزش Mons Officer Cadet در آلدرشات درس خواند و به عنوان دانش آموز برتر مشترک‌المنافع با شمشیر افتخار قبول شد. او از کودکی به شکار و سوارکاری علاقه داشت.

## زندگی شخصی
شیخ محمد بن راشد آل مکتوم در سال ۱۹۷۹ با همسر اولش هند بنت مکتوم بن جمعه آل مکتوم ازدواج کرد. همسر دوم او شاهدخت هیا بنت الحسین دختر ملک حسین پادشاه پیشین اردن و خواهر ناتنی ملک عبدالله دوم پادشاه کنونی اردن هاشمی نیز در ۱ آوریل ۲۰۰۴ به همسری شیخ محمد بن راشد آل مکتوم درآمد. این دو دختری به نام الجلیله (متولد ۲۰۰۷) و زاید (متولد ۲۰۱۲) دارند. شیخ محمد بن راشد آل مکتوم تولد زاید را در توییتر اعلام کرد.
شیخ محمد بن راشد آل مکتوم رسماً ۲۱ فرزند دارد، ۸ پسر و ۱۳ دختر.
در ژوئیه ۲۰۱۹ وبگاه دیلی بیست گزارش داد شاهدخت هیا بنت الحسین به همراه دو فرزندش (زاید و جلیله) از امارات گریخته و به آلمان پناهنده شده‌است. شیخ محمد بن راشد آل مکتوم در شعری که توسط یکی از نزدیکانش در شبکه اجتماعی اینستاگرام منتشر شد، فرار همسرش را به شدت محکوم کرد.
بنا بر اسناد دادگاه عالی بریتانیا، شیخ محمد بن راشد آل مکتوم، حاکم دبی پس از اطلاع پیدا کردن از وجود ارتباط جنسی بین شاهدخت هیا با محافظ شخصی بریتانیایی‌اش، او را بدون اطلاع طلاق داد و به گونه‌ای عمل کرد که به ارعاب و ترساندن شاهدخت هیا منجر شد.

## زندگی سیاسی

### پلیس دبی
پس از اتمام آموزش نظامی و بازگشت به دبی، پدر شیخ محمد او را به سمت رئیس پلیس دبی و نیروی دفاعی دبی منصوب کرد که بعدها بخشی از نیروی دفاعی اتحاد شد.

### وزیر دفاع
در ژانویه ۱۹۶۸، هنگامی که شیخ راشد و شیخ زاید برای نخستین بار در صحرای میان دبی و ابوظبی در عرقوب سدیره دیدار کردند تا پس از اعلام خروج نیروهای بریتانیایی از سواحل متصالح یک اتحاد از شیخ‌نشین‌ها را تشکیل دهند، او به عنوان مردی جوان در آنجا حضور داشت. وقتی کشور جدید امارات متحده عربی در ۲ دسامبر ۱۹۷۱ تأسیس شد، او به عنوان اولین وزیر دفاع این کشور انتخاب شد و تا امروز نیز این سمت را حفظ کرده‌است.
یک دوره بلاتکلیفی و بی‌ثباتی به دنبال اتحاد میان امارات متحده عربی رخ داد که از جمله می‌توان به درگیری میان قبایل بر سر املاکی اشاره کرد که در میان مرزهای جدید قرار گرفته بودند. در ۲۴ ژانویه ۱۹۷۲، حاکم سابق و تبعیدی امارت شارجه، صقر بن سلطان القاسمی، یک کودتای آشوبگرانه علیه خالد بن محمد القاسمی را رهبری کرد. به دنبال درگیری شدید میان نیروهای دفاعی اتحاد و نیروهای صقر - که عمدتاً مزدوران مصری بودند و از طریق رأس الخیمه وارد امارات متحده عربی شده بودند - شیخ محمد تسلیم صقر را پذیرفت. شیخ خالد در این غائله کشته شد و بدین ترتیب برادرش سلطان بن محمد القاسمی به عنوان حاکم شارجه منصوب شد. محمد صقر را به شیخ زاید تحویل داد و او هم صقر را در العین حبس خانگی کرد.
در سال ۱۹۷۳، شیخ محمد در مذاکرات طولانی با هواپیماربایان پرواز JAL 404 حضور داشت. این هواپیماربایی به رهبری یکی از اعضای ارتش سرخ ژاپن، اسامو ماروکا صورت گرفته بود که پس از ربودن هواپیما هنگام ترک فرودگاه اسخیپول، در دبی فرود آمده بود. اگرچه در آزادسازی گروگانها ناموفق بود (آنها سرانجام آزاد شدند و بوئینگ ۷۴۷ در لیبی منفجر شد)، اما در مذاکره بعدی با سه هواپیما ربای پرواز KLM 861، موفق‌تر بود و آنها در نهایت تمام گروگانها را آزاد کردند و در ازای عبور بدون خطر، هواپیمای مذکور را تحویل دادند.

### ولیعهد دبی
شیخ محمد در ۳ ژانویه ۱۹۹۵ با حکم شیخ مکتوم بن راشد به عنوان ولیعهد دبی منصوب شد.
او در اواخر سال ۱۹۹۵ جشنواره خرید دبی را ایجاد کرد که رویدادی سالانه است و نقشی چشمگیر در رشد اقتصادی امارات متحده عربی دارد. پروژه‌های عمرانی متعددی زیر نظر وی در دبی اجرا شده‌است که از جمله آن‌ها می‌توان به جزیره‌های نخلی دبی، برج العرب و برج خلیفه اشاره کرد.
شیخ محمد در پی مرگ برادر بزرگ ترش شیخ مکتوم بن راشد آل مکتوم در ۴ ژانویه ۲۰۰۶، بعد از حدود یک دهه حکومت بالفعل به امیری دبی برگزیده شد. طبق فرمول تقسیم قدرت بین ابوظبی و دبی در کشور امارات، شیخ خلیفه بن زاید آل نهیان امیر امارات متحده عربی، شیخ محمد را در همان تاریخ به نخست‌وزیری و نایب رئیسی امارات برگزید و اعضای دیوان عالی امارات نیز موافقت خود را با این انتخاب اعلام کردند.
در آوریل ۲۰۰۷ شیخ محمد یک بررسی استراتژیک از حکومت فدراسیون در هر دو سطح فدرال و دولت محلی اعلام کرد. این موضوع با اعلامیه فوریه ۲۰۱۰ به نام «چشم‌انداز ۲۰۲۱»، یک استراتژی بلند مدت و دستور کار ملی پیگیری شد.
در جهان عرب، شیخ محمد به اعتقاد و حمایت از حقوق زنان و جنبش‌های فمینیستی معروف است. او بر این باور است که توسعه همه‌جانبه جامعه را باید از اِحقاق حقوق زنان و برابر دانستن و برابر ساختن آنان با مردان شروع کرد. در سال ۱۳۸۵ برای نخستین بار در کشور امارات متحده عربی انتخابات پارلمانی برگزار شد و طی آن با حمایت شیخ محمد، حاکم دبی، و فعالان بنیاد زنان امارات از کاندیداهای زن، ۹ تن از اعضای کارزار تغییر برای برابری در امارات متحده عربی (بنیاد زنان دبی) وارد پارلمان کشورشان شدند.

### حاکم دبی، نایب رئیس و نخست‌وزیر
به‌طور معمول، اتباع خارجی یا «مهاجران» در امارات متحده عربی دارای ویزای قابل تمدید هستند که دو یا سه سال اعتبار دارد و به وضعیت اشتغال آنها وابسته است. در سال ۲۰۱۸، شیخ محمد ویزاهای پنج‌ساله و ده‌ساله را برای متخصصان، دانشگاهیان و سرمایه‌گذاران بلند مدت که در زمینه‌های مورد نیاز فعالیت دارند، اعلام کرد. در ماه مه ۲۰۱۹، شیخ محمد «کارت طلایی» یا ویزای اقامت دائم امارات متحده عربی را رونمایی کرد. سرمایه گذاران و متخصصان بهداشت در بخش بهداشت و درمان، مهندسی، علوم و هنر واجد شرایط دریافت ویزای اقامت دائم خواهند بود. پیش‌بینی می‌شود که طرح ویزای اقامت دائم باعث ایجاد سرمایه‌گذاری خارجی، تشویق به کارآفرینی و جذب مهندسان، دانشمندان و دانشجویان استثنائی شود. اولین گروه از افرادی که «کارت طلایی» را دریافت می‌کنند، ۶۸۰۰ سرمایه‌گذار هستند که مجموع سرمایه‌گذاری آنها بالغ بر ۱۰۰ میلیارد درهم است.
در ژانویه ۲۰۲۱، آل مکتوم اعلام کرد که شهروندی امارات به سرمایه‌گذاران و خارجی‌های «بااستعداد» ارائه می‌شود. در مارس همین سال، آل مکتوم ویزای دورکاری را اعلام نمود که یک ویزای جدید خود-اسپانسری است که به افراد غیر اماراتی امکان می‌دهد تا از امارات متحده عربی، حتی برای شرکت‌های مستقر در خارج، دورکاری کنند. او همچنین یک ویزای توریستی پنج‌ساله با امکان ورود چندگانه را برای تمامی ملیت‌ها اعلام نمود که ۹۰ روز اعتبار دارد و معتقد است که این ویزا باعث «قدرتمند شدن» اقتصاد امارات متحده عربی خواهد شد.

## اصلاحات
در سال ۲۰۰۴، آل مکتوم با اشاره به ضرورت اصلاح رهبری در جهان عرب، بیان داشت، «من خطاب به مسئولان عرب اعلام می‌کنم: اگر تغییر نکنید، تغییرتان خواهند داد،» که توماس فریدمن در نیویورک تایمز آن را به عنوان پیامی تعمدی تفسیر کرد.
نخستین انتخابات کشور در دسامبر ۲۰۱۵ برگزار شد که طی آن رأی‌دهندگان در مورد نیمی از اعضای شورای ملی فدرال تصمیم‌گیری کردند؛ نیمه دیگر توسط حاکمان هر امارت تعیین می‌شد. تعداد رأی‌دهندگان واجد شرایط در کشور در سال ۲۰۱۱ به ۱۳۰۰۰۰ نفر و در سال ۲۰۱۹ به ۳۳۷۰۰۰ نفر افزایش یافته بود.
او در آوریل ۲۰۰۷، از راهبرد دولت امارات متحده عربی رونمایی کرد که در آن حاکمیت در امارات متحده عربی را که همگام با برنامه ملی سال ۲۰۰۵ امارات متحده عربی بود، تبدیل به راهبردی مبتنی بر عملکرد کرده بود. طبق این حکم، دبی به یک مقصد جهانی در زمینه گردشگری و کسب‌وکار شد.

### مدرسه حکومت‌داری محمد بن راشد
مدرسه حکومت‌داری محمد بن راشد (که سابقاً به مدرسه حکومت دبی معروف بود) یک مؤسسه دانشگاهی و تحقیقاتی در حوزه سیاستگذاری دولتی و مدیریت است که بر امارات متحده عربی و جهان عرب متمرکز است. این مدرسه در سال ۲۰۰۵ تأسیس شده‌است و در آن تلاش می‌شود تا با افزایش ظرفیت منطقه در زمینه سیاست‌گذاری مؤثر دولتی، تعالی در حکومت داری ترویج و حمایت شود.
به منظور تحقیق این هدف، این مدرسه در برنامه‌های تحقیقاتی و آموزشی خود با موسسات محلی و جهانی ارتباط و همکاری برقرار می‌کند و همایش‌های سیاسی و کنفرانس‌هایی بین‌المللی را به منظور تسهیل در تبادل نظر و ترویج گفتمان مهم در مورد سیاست‌های دولتی در جهان عرب، برگزار می‌کند.
این مدرسه از برنامه‌های تحقیقاتی و آموزشی پشتیبانی می‌کند، از جمله: تحقیقات کاربردی و دوره کارشناسی ارشد سیاست دولتی و مدیریت؛ آموزش اجرایی برای مقامات ارشد و مدیران اجرایی؛ و مجامع دانش برای دانشمندان و سیاست‌گذاران.

### برنامه تعالی حکومت دبی
در سال ۱۹۹۷، آل مکتوم برنامه تعالی حکومت دبی و جایزه عملکرد دولت دبی را راه‌اندازی کرد که استانداردهایی جهانی را برای سازمان‌های دولتی تعیین می‌کند. این برنامه برای سازمان‌های دولتی در امارات اجباری است.

### توافقنامه صلح اسرائیل
در اوت ۲۰۲۰، اسرائیل و امارات متحده عربی وارد یک توافقنامه عادی‌سازی روابط شدند که با میانجی‌گری دولت ترامپ در ایالات متحده آمریکا صورت گرفت. در اکتبر ۲۰۲۱، مجلس وزرای امارات متحده عربی، به ریاست آل مکتوم، اعلام کرد که پیشنهاد صلح اسرائیل را پذیرفته‌است و رسماً روابط را عادی‌سازی می‌کند.
این مجلس، مجدداً به ریاست آل مکتوم، تصویب کرد تا در ماه ژانویه یک سفارت امارات در تل‌آویو تأسیس شود. در فوریه ۲۰۲۱، آل مکتوم مراسم تحلیف نخستین سفیر امارات در اسرائیل، محمود الخاجه را برگزار نمود.

## دبی ۲۰۴۰
در ۱۳ مارس ۲۰۲۱، آل مکتوم اجرای طرح جامع شهری دبی ۲۰۴۰ را اعلام نمود که یک طرح توسعه شهری است که هدفش هموار نمودن راه توسعه اقتصادی و مسکونی در شهر، افزایش مناطق ساحلی عمومی و تبدیل قسمت عمده دبی به مناطق حفاظت‌شده طبیعی، به دلیل افزایش احتمالی در جمعیت شهر به ۵٫۸ میلیون نفر تا آن زمان است. این طرح، هفتمین طرح در نوع خود در تاریخ این شهر است و می‌کوشد تا استفاده از وسایل حمل‌ونقل عمومی را افزایش دهد و دبی را برای سرمایه‌گذاران جذاب‌تر کند و تمرکزش بر پنج مرکز شهری از جمله منطقه تاریخی دیره و بر دبی و سه منطقه دیگر است.

### مؤسسه زنان دبی
آل مکتوم قانون شماره (۲۴) سال ۲۰۰۶ را به منظور تشکیل نهاد زنان دبی تصویب کرد، که در قانون (۳۶) مصوب ۲۰۰۹ به عنوان مؤسسه زنان دبی تغییر نام یافت و بر حضور زنان در سمت‌های رهبری در امارات متحده عربی، مبارزه با مسائل برابری جنسیتی در محل کار و توسعه مهارتهای حرفه‌ای در میان زنان اماراتی تأکید دارد.
آل مکتوم در سال ۲۰۱۵، با صدور حکم شماره (۶) مصوب ۲۰۱۵، یک هیئت مدیره را برای این مؤسسه تشکیل داد. بزرگ‌ترین دخترش شیخه منال بنت محمد مدیر این مؤسسه است.

### یکصد سالگی امارات متحده عربی در سال ۲۰۷۱
در مارس ۲۰۱۷، آل مکتوم یک راهبرد پنجاه‌ساله دولتی را با عنوان طرح یکصد سالگی امارات متحده عربی در سال ۲۰۷۱ اعلام کرد که طی آن قرار است «امارات متحده عربی تا سال ۲۰۷۱ بهترین کشور دنیا باشد»، یعنی یک قرن بعد از تشکیل کشور. این طرح بر روی آموزش، اقتصاد، توسعه حکومتی و سازگاری اجتماعی تمرکز دارد. او در اکتبر ۲۰۱۷، نخستین بخش از این طرح، یعنی اجرای راهبرد هوش مصنوعی امارات متحده عربی را اعلام نمود. این طرح در نوامبر ۲۰۱۸ آغاز شد که همزمان بود با آغاز هفت راهبرد دیگر که مرتبط با این طرح بودند.

## مأموریت سفر امارات به مریخ
آل مکتوم مرکز فضایی منسوب به محمد بن راشد را در سال ۲۰۱۵ تأسیس کرد. این مرکز اعلام کرد که قصد دارد یک کاوشگر را به منظور مطالعه جو مریخ به آن سیاره اعزام کند؛ آل مکتوم اعلام کرد که این سیاره به دلیل «چالش حماسی‌اش» انتخاب شده و اظهار کرد که این مأموریت برای اقتصاد امارات مفید است.
پس از یک فرایند رأی‌گیری عمومی در سال ۲۰۱۵، آل مکتوم نام این مأموریت را امید اعلام کرد و گفت که این مأموریت «پیام خوش‌بینی میلیون‌ها جوان عرب را ارسال خواهد کرد،» و اضافه کرد: «تمدن عرب زمانی نقشی بزرگ در کمک به دانش بشری داشت و یک بار دیگر این نقش را ایفا خواهد کرد.» کاوشگر امید در ژوئیه ۲۰۲۰ به فضا پرتاب شد.
در تاریخ ۹ فوریه ۲۰۲۱، آل مکتوم اعلام کرد که این کاوشگر با موفقیت وارد مدار شده‌است و به مرکز فضایی تبریک گفت. یک هفته بعد، آل مکتوم نخستین تصویر گرفته‌شده توسط امید را را در توییتر منتشر کرد؛ این نخستین مأموریت از سه مأموریت اعزامی به مارس در ژوئیه ۲۰۲۰ بود - مأموریت‌های دیگر از سوی آمریکا و چین بود - که به مریخ رسید. این نخستین مأموریت جهان عرب در سفر به فضا بود.
در آوریل ۲۰۲۱، آل مکتوم بخش دوم برنامه فضانوری امارات متحده عربی، از جمله نخستین بانوی فضانورد عربی، نورا المطروشی را اعلام کرد.

## فعالیت‌ها در زمینه کسب‌وکار

### مکتوم در اجلاس مجمع جهانی اقتصاد در دستور کار جهانی، ۲۰۰۸
شیخ محمد مسئول ایجاد و رشد بسیاری از کسب‌وکارها و دارایی‌های اقتصادی دبی بوده‌است و تعدادی از این کسب‌وکارها جزو دو شرکت تحت مالکیت وی، دبی ورلد و هلدینگ دبی هستند.
دبی ورلد در تاریخ ۲ ژوئیه ۲۰۰۶، به عنوان یک شرکت هلدینگ راه‌اندازی شد که متشکل از دارایی‌های متعددی از جمله شرکت تدارکاتی بنادر جهانی دبی، شرکت توسعه‌دهنده املاک با عنوان املاک نخیل و شرکت سرمایه‌گذاری با عنوان سرمایه‌گذاری جهانی بود. این گروه با بیش از ۵۰۰۰۰ کارمند در بیش از ۱۰۰ شهر جهان، دارای املاک و مستغلات، تدارکات و سایر سرمایه‌گذاری‌های تجاری در ایالات متحده، انگلستان و آفریقای جنوبی است. این عاملی مهم در رشد اقتصادی سریع دبی است.
هلدینگ دبی از طریق چهار واحد عملیاتی، امور مدیریتی و توسعه را در زمینه هتل‌داری، پارک‌های تجاری، املاک و مستغلات و ارتباطات از راه دور انجام می‌دهد: گروه جمیرا، سرمایه‌گذاری TECOM، گروه املاک دبی و ارتباطات بین‌المللی امارات. واحدهای عملیاتی گروه سرمایه‌گذاری این شرکت عبارتند از گروه دبی و سرمایه بین‌المللی دبی.
او همچنین دارای یک سهم کنترلی در شرکت توسعه‌دهنده املاک، دارایی و مدیریت رویدادها و سرمایه‌گذاری یعنی هلدینگ مراس است که در حال حاضر مشغول توسعه چندین مرکز خرده‌فروشی، سبک زندگی و ساخت و سازهای مفهومی در دبی است، از جمله Legoland و یک پارک مفهومی ویژه فیلم‌های بالیوود.
شیخ محمد مسئول راه‌اندازی هواپیمایی امارات و همچنین سرپرست توسعه فرودگاه بین‌المللی دبی و فرودگاه بین‌المللی آل مکتوم بوده‌است. او همچنین در تأسیس شرکت هواپیمایی دولتی و ارزان قیمت فلای‌دبی نقش داشته‌است.

### بورس طلا و کالای دبی
آل مکتوم بورس طلا و کالای دبی (DGCX) را در سال ۲۰۰۵ راه‌اندازی کرد که یک بازار الکترونیکی بورس کالا و مشتقات بود که در نوع خود اولین بازار بورس در خاورمیانه بود. این بازار بورس تحت مالکیت دولت دبی است.
پلتفرم معاملاتی آن، یعنی EOS Trader Platform در مارس ۲۰۱۳ راه‌اندازی شد. در سال ۲۰۱۹، این بورس اعلام کرد که ۲۳٫۰۶ میلیون قرارداد را معامله کرده‌است.
تا سال ۲۰۱۹، بیش از ۴۰۰۰ شرکت در زمینه طلا در دبی فعالیت داشتند که مجموع فروش طلا و جواهرات ارزشمند آنها به ۷۴٫۶ میلیون دلار تا انتهای سال ۲۰۱۸ بوده‌است.

### فرودگاه بین‌المللی دبی
فرودگاه بین‌المللی دبی در سال ۱۹۵۹ توسط پدر آل مکتوم، شیخ راشد تأسیس شد اما تحت رهنمودهای آل مکتوم گسترش یافت. ترمینال ۳ و سالن‌های A و B در همان زمان افتتاح شد زیرا به‌طور اختصاصی برای هواپیمای ایرباس A380 ساخته شده بود. این فرودگاه پایگاه اصلی هواپیمایی ارزان‌قیمت فلای‌دبی است.
در سال ۲۰۱۳، فرودگاه بیش از ۲۶ میلیارد دلار درآمد را عاید امارات متحده عربی کرد، تقریباً ۲۷٪ تولید ناخالص داخلی امارات بود و (با ایجاد ۴۱۶۵۰۰ شغل) باعث حمایت از حدود ۲۱٪ نیروی کار امارات متحده عربی بود. در سال ۲۰۲۰، آل مکتوم پیشی‌گرفتن این فرودگاه از فرودگاه هیترو را که در سال ۲۰۱۴ شلوغ‌ترین فرودگاه جهان بود، جشن گرفت. او در دسامبر ۲۰۱۸، دستیابی به یک میلیارد مسافر در فرودگاه راکه نیمی از آنها از سال ۲۰۱۱ به بعد از طریق فرودگاه دبی سفر کرده بودند، جشن گرفت.

### فرودگاه بین‌المللی آل مکتوم
فرودگاه بین‌المللی آل مکتوم که به Dubai World Central معروف است، در ژوئن ۲۰۱۰ آغاز به کار کرد و در اکتبر ۲۰۱۳ به روی مسافران گشوده شد. این فرودگاه با وسعت ۱۴۰ کیلومتر مربع، به گونه‌ای طراحی شده‌است که هسته اصلی شهر فرودگاهی Dubai World Central در جبل علی باشد.
شیخ آل مکتوم فاز نخست را در ژوئیه ۲۰۱۰ افتتاح کرد، فرودگاه را در سال ۲۰۱۳ افتتاح کرد و نقشه‌های طراحی را در سال ۲۰۱۴ مورد تأیید قرار داد.
این فرودگاه طراحی شده‌است تا بزرگ‌ترین فرودگاه جهان باشد؛ پیش‌بینی می‌شود که در نخستین گسترش، فرودگاه پذیرای ۱۲۰ میلیون مسافر و ۱۰۰ هواپیمای پهن‌پیکر و دوطبقه ایرباس A380 باشد. پیش‌بینی می‌شود که این فرودگاه در اوج ظرفیت خود پذیرای ۱۶۰ میلیون تا ۲۶۰ میلیون مسافر و همچنین ۱۲ میلیون تن بار باشد. در سال ۲۰۱۸، اعلام شد که طرحهای گسترش به تأخیر افتاده‌است.
پیش‌بینی می‌شود که هزینه این طرح در مجموع بالغ بر ۸۰ میلیارد دلار باشد.

### فلای‌دبی
فلای‌دبی نخستین هواپیمایی ارزان‌قیمت بود که در دبی تأسیس شده‌است. آل مکتوم نام آن را در سال ۲۰۰۸ تأیید کرد؛ گزارش‌های جدید حاکی از آن است که عملیات فلای‌دبی از هواپیمایی امارات جدا خواهد بود. نخستین پرواز در ۱ ژوئن ۲۰۰۹ به مقصد بیروت انجام شد. سال بعد بودجه این هواپیمایی دوبرابر شد.
فلای‌دبی تنها کاربر هواپیمای ۷۳۷ مکس در امارات متحده عربی است. در سال ۲۰۱۹، این هواپیمایی دهمین سالگرد تأسیس و رسیدن به رکورد ۷۰ میلیون مسافر را جشن گرفت.
همچون هواپیمایی امارات، هواپیمایی فلای‌دبی نیز تحت مالکیت شرکت سرمایه‌گذاری دولتی دبی است.

### شهر صنعتی دبی
شهر صنعتی دبی (DIC) قسمتی معین از شهر عمده‌فروشی دبی است که هدفش ارتقاء سریع بخش صنعتی امارات متحده عربی است. این شهر تحت رهنمودهای آل مکتوم، هنگامی که ولیعهد دبی بود رونمایی شد. در سال ۲۰۰۶، این طرح کار بر روی یک طرح کارگری ۴۳۶ میلیون دلاری را آغاز کرد و در سال ۲۰۰۹ تعداد ۶۴ نمایشگاه جدید را تکمیل نمود.
در سال ۲۰۱۵، این بخش اعلام کرد که نسبت به سال قبل، سودش ۵۹٪ افزایش داشته‌است. در سال ۲۰۲۰، شهر صنعتی دبی از ظرفیت انبارهای خود برای کمک‌های بشردوستانه در طول همه‌گیری کووید-۱۹ استفاده کرد. در مارس ۲۰۲۱، آل مکتوم عملیات ۳۰۰میلیارد را جهت افزایش کمک‌های این بخش در طول ۱۰ سال آینده، رونمایی کرد.

### بنادر جهانی دبی
شیخ محمد در سال ۱۹۹۱ بندر و منطقه آزاد جبل علی و بندر راشد را با هم ادغام کرد تا اداره بنادر دبی را تأسیس کند. او در سال ۱۹۹۹ شرکت Dubai Ports International را تأسیس کرد تا وارد ادغام‌های خارج از کشور و قراردادهای مدیریتی شود و در سال ۲۰۰۵، با اداره بنادر دبی ادغام شد و شرکت بنادر جهانی دبی را تشکیل داد. در سال ۲۰۰۶، شرکت P&O را به مبلغ ۷ میلیارد دلار خریداری کرد. این خریداری منجر به مناقشه بنادر جهانی دبی شد زیرا تعدادی از سیاست‌مداران و لابی‌گران آمریکایی نگرانی‌هایی را در مورد ایمنی شش بندر خریداری شده توسط بنادر جهانی دبی، که بخشی از خرید P&O بود، مطرح کردند. در نتیجه، بنادر جهانی دبی این بنادر مورد مناقشه را واگذار کرد.
شرکت بنادر جهانی دبی، به عنوان یک شرکت سودمند جهانی، امروز یکی از بزرگ‌ترین کاربران پایانه‌های دریایی در جهان است. این شرکت بیش از ۷۷ پایانه را در شش کشور اداره می‌کند و ۸۰٪ درآمدش از حمل‌ونقل کانتینری است.

## کسب و کارهای کلیدی

### شرکت هواپیمایی امارات
نوشتار اصلی: هواپیمایی امارات
در ماه مارس ۱۹۸۵، پس از اختلاف با گلف ایر بر سر سیاست «آسمان باز» دبی، شیخ محمد رئیس وقت DNATA، موریس فلاناگان، را موظف به راه‌اندازی یک خط هوایی جدید به نام امارات کرد. بودجه راه‌اندازی خط هوایی ۱۰ میلیون دلار بود و پرواز افتتاحیه آن در روز ۲۵ اکتبر انجام شد. شیخ محمد عموی خود، شیخ احمد بن سعید را رئیس شرکت جدید قرار داد. معادل ۷۵ میلیون دلار امکانات و مواد فراهم شد، اما امارات همواره ادعا کرده‌است که هیچ یارانه دیگری در طول رشد نجومی این شرکت در راه تبدیل شدن به یکی از خطوط هوایی پیشرو جهان دریافت نکرده‌است. در سال ۲۰۱۳، امارات بزرگ‌ترین سفارش هواپیما در تاریخ را با ۹۹ میلیارد دلار به ایرباس برای هواپیمای A380 اش و بوئینگ برای هواپیمای غول پیکر ۷۷۷ اش ثبت کرد.

### دی‌پی ورلد
نوشتار اصلی: دی‌پی ورلد
در سال ۱۹۹۱، شیخ محمد بندر جبل علی، منطقه آزاد و بندر رشید را برای تشکیل بنادر خودگردان دبی ادغام کرد. در سال ۱۹۹۹، شیخ محمد بنادر بین‌المللی دبی را برای کاوش در تملکات خارج از کشور و قراردادهای مدیریت تأسیس کرد، که در سال ۲۰۰۵ با بنادر خودگردان دبی ادغام شد تا دی‌پی ورلد شکل گیرد. در سال ۲۰۰۶، این شرکت P&O را به ازای ۷ میلیارد دلار صاحب شد. این تملک پس از آنکه تعدادی از سیاستمداران و لابی گران آمریکایی نگرانی خود را دربارهٔ ایمنی شش بندری که توسط دی‌پی ورلد به عنوان بخشی از خرید P&O خریداری شده بود، منجر به «جنجال دی‌پی ورلد» شد. پس از آن دی‌پی ورلد بنادر مورد بحث را واگذار کرد. امروزه دی‌پی ورلد یکی از بزرگ‌ترین اپراتورهای ترمینال دریایی در جهان است. این شرکت بیش از ۶۰ پایانه در سراسر شش قاره به کار گرفته‌است.

### برج العرب
نوشتار اصلی: برج العرب
هتل برج العرب بر روی یک جزیره مصنوعی ساخته شد که ساختن آن یک سال به طول انجامید و سپس ساخت و ساز در سطح زمین شروع شد. برج العرب در دسامبر سال ۱۹۹۹ افتتاح شد. این هتل که با طراحی WS Atkins در پاسخ به دستور شیخ محمد برای ساختن یک ساختمان حقیقتاً مشهور ساخته شد، خود را به عنوان لوکس‌ترین هتل جهان نشان می‌دهد.

### شهر اینترنت و شهر رسانه دبی
در ۲۹ اکتبر سال ۱۹۹۹، شیخ محمد دستور ساخت شهر اینترنت دبی، یک مرکز فناوری و منطقه آزاد تجاری را اعلام کرد. با ارائه اجاره نامه بلند مدت، مالکیت کامل و دسترسی سریع شرکت‌ها خدمات دولتی، DIC از اولین مستاجران خود در اکتبر ۲۰۰۰ به یک منطقه امروزی رشد پیدا کرد که حدود ۱۵٬۰۰۰ نفر را به کار گماشته‌است. در نوامبر سال ۲۰۰۰ شهر رسانه دبی، یک منطقه آزاد تولید محتوا و رسانه به آن پیوست و در همان منطقه قرار دارد. راه‌اندازی DMC با اطمینان از طرف شیخ محمد در مورد آزادی رسانه‌ها همراه بود. در سال ۲۰۰۷ در پی یک حادثه که در آن روزنامه‌نگاران محلی به افتراء متهم شده و به زندان محکوم شده بودند، او فرمان منع زندانی کردن روزنامه‌نگاران را صادر کرد.

### جزایر نخل
نوشتار اصلی: جزیره‌های نخلی دبی
جزایر نخل توسط املاک نخیل توسعه یافت، که بخشی از دبی ورلد است (یک شرکت هلدینگ سرمایه‌گذاری متعلق به شیخ محمد که همچنین مالک دی‌پی ورلد است). توسعه سه جزایر نخل برنامه‌ریزی شده در پی بحران مالی جهانی سال ۲۰۰۹ متوقف شد. اولین جزیره، پالم جمیرا، تکمیل شده و توسعه یافته، در حالی که احیای زمین دومین جزیره، نخل جبل علی، به اتمام رسیده اما توسعه آن ادامه پیدا نکرده‌است. سومین و بزرگ‌ترین نخل، نخل دیره، کوچک‌تر شده و به عنوان جزایر دیره دوباره راه‌اندازی شد.

### برج خلیفه
نوشتار اصلی: برج خلیفه
در ۴ ژانویه ۲۰۱۰، شیخ محمد برج خلیفه، بلندترین ساختمان جهان، را با نمایشی که در آن حدود ۱۰٬۰۰۰ وسیله آتش بازی استفاده شده بود، راه‌اندازی کرد. این برج مرکز توسعه ۲۰ میلیارد دلاری برج‌ها، ساختمان‌ها و خرده فروشی‌های داون تاون دوبای را شکل می‌دهد. شیخ محمد درباره‌اش گفت که این برج «یک دستاورد ملی، یک نقطه عطف تاریخی و یک نقطه عطف کلیدی اقتصادی است. برج خلیفه نه تنها برای اماراتی‌ها بلکه همه عرب‌ها نماد غرور است».

## فعالیت‌های فرهنگی
شیخ مکتوم و فرزندانش شیفته شعر و هنرهای سنتی عربی بوده و در پروژه‌هایی برای کمک به کشورهای در حال توسعه همچون مصر، اردن، فلسطین و یمن مشارکت کرده‌اند.
او به عنوان یک شاعر در گویش عربی مادری خود شناخته می‌شود. شیخ محمد برای اولین بار به عنوان مردی جوان شروع به شعر گفتن کرد. او از نام مستعار سلیت استفاده کرد تا شعر او با نام پسر حاکم آن زمان دبی همراه نشود. او به وسیله شاعره فتال العرب مورد تشویق قرار گرفت. فتال العرب پاسخی برای یکی از اولین اشعار او نوشت که برای یک شاعر ناشناخته غیرمعمول است.
در سال ۱۹۹۸، شیخ محمد مرکز محمد بن راشد برای درک فرهنگی (SMCCU) را راه‌اندازی کرد که یک سازمان غیرانتفاعی با هدف افزایش آگاهی و رفع ابهام در فرهنگ‌های محلی، آداب و رسوم و مذهب امارات متحده عربی است. با شعار «درهای باز، ذهن‌های باز»، SMCCU قصد دارد تا درک متقابل فرهنگی و ارتباط بین مردم محلی امارات متحده عربی و مهمانانی که از آن دیدن می‌کنند یا در آن ساکن هستند را بهبود بخشد.
در سال ۲۰۲۲ سردبیر روزنامهٔ الخلیج، رائد برقاوی، کتاب من یجرؤ علی الحلم کیف حقق محمد بن راشد حلمه، را منتشر کرد و دربارهٔ زندگی و دستاوردهای عالی‌جناب محمد بن راشد در این کتاب به تفصیل توضیح داده‌است. این کتاب در ایران با نام جرئت رویاپردازی (چگونه محمد بن راشد رویایش را تحقق بخشید)، ترجمهٔ مریم نفیسی راد، انتشارات نسل نواندیش، ۱۴۰۱  منتشر شده‌است

## حمایت از هنر
شیخ محمد شاعری ممتاز در سبک عربی کلاسیک و همچنین سبک نبطی یعنی عربی بدوی (محاوره‌ای) است و برخی از شعرهای نبطی و انگلیسی خود را منتشر کرده‌است. او از همان جوانی شروع به نوشتن شعر کرد و از نام‌های مستعاری همچون "Saleet" استفاده می‌کرد تا شعرهایش ارتباطی با پسر حاکم وقت دبی نداشته باشد. هنگامی که فتاة العرب شاعر معروف پاسخی به یکی از اولین شعرهایش نوشت، مورد تشویق قرار گرفت. شعرهای او الهام‌بخش نمایشنامه الفارس شد. او شعرهایش را به زبان مادری خود یعنی عربی سروده‌است، که مجلدهایی از آن به انگلیسی ترجمه شده‌است. (نگاه کنید به § آثار منتشر شده مهم در زیر)
در سال ۱۹۹۸، وی مرکز شناخت فرهنگی شیخ محمد بن راشد (SMCCU) را که یک سازمان غیرانتفاعی با هدف افزایش آگاهی و ابهام‌زدایی از فرهنگ، آداب و رسوم و آیین محلی امارات متحده عربی است راه‌اندازی کرد و قرار است بخشی از طرحهای جهانی محمد بن راشد شود. این مرکز که با شعار «درهای باز، ذهن‌های باز» فعالیت می‌کند، می‌کوشد تا شناخت و ارتباط میان‌فرهنگی را در میان ساکنان محلی امارات متحده عربی و میهمانانی که از امارات متحده عربی بازدید می‌کنند یا در اینجا اقامت دارند، بهبود ببخشد. ابتکاری از سوی شیخ محمد در سال ۲۰۱۵ باعث شد تا ایستگاه‌های مترو در دبی در دوره منتهی به رویداد Art Dubai 2015 به گالری‌های هنری تبدیل شوند.
شیخ محمد جایزه حامیان هنر محمد بن راشد آل مکتوم را در مارس ۲۰۰۹ تأسیس کرد تا از سازمانها و افرادی که در توسعه هنر در دبی نقش دارند، تجلیل کند. این جایزه به هنرمندان و پروژه‌ها این امکان را می‌دهد تا در چهار شاخه از حمایت بخش خصوصی بهره‌مند شوند: حامیان ممتاز هنر (۱۵ میلیون درهم)، حامیان هنر (۲ تا ۵ میلیون درهم)، پشتیبان‌های هنر (۵۰۰۰۰۰ درهم) و دوست‌داران هنر(۵۰۰۰۰ تا ۵۰۰۰۰۰ درهم). این جایزه می‌کوشد تا با حمایت مادی یا غیر مادی از هنرهای تجسمی و نمایشی، ادبیات و بخش‌های فیلم، که به غنی‌سازی عرصه هنری و فرهنگی در دبی کمک می‌کند، پشتیبانی کند.

### ناحیه طراحی دبی
آل مکتوم ناحیه طراحی دبی را (که به d3 نیز معروف است) در سال ۲۰۱۳ افتتاح کرد و یک اکوسیستم خلاقانه در شهر است که موجب رشد بازار رسانه‌های دیجیتال، هنر، مد و طراحی در شهر می‌شود. این ناحیه محل برگزاری هفته طراحی دبی است که یک جشنواره سالانه در زمینه مد است و به گونه‌ای طراحی شده‌است تا مشابه Shoreditch و محله Meatpacking در نیویورک باشد.
این ناحیه که در سه فاز ساخته شده‌است، بخشی از طرح دبی ۲۰۲۱ یعنی طرح عمرانی شهر در سال ۲۰۲۱ است.
در سال ۲۰۲۲ سردبیر روزنامهٔ الخلیج، رائد برقاوی، کتاب من یجرؤ علی الحلم کیف حقق محمد بن راشد حلمه، را منتشر کرد و دربارهٔ زندگی و دستاوردهای عالی‌جناب محمد بن راشد در این کتاب به تفصیل توضیح داده‌است. این کتاب در ایران با نام جرئت رویاپردازی (چگونه محمد بن راشد رویایش را تحقق بخشید)، ترجمهٔ مریم نفیسی راد، انتشارات نسل نواندیش، ۱۴۰۱  منتشر شده‌است

### کشتی
آل مکتوم مالک کشتی موتوری دبی است. هنگام به‌آب‌اندازی در سال ۲۰۰۶، این کشتی ۱۲۶ متری، بزرگ‌ترین کشتی در دنیا بود که رکوردی ۲۲ ساله را شکست؛ تا سال ۲۰۲۰، این کشتی چهارمین کشتی بزرگ دنیا بود.
کشتی دبی با طراحی اندرو وینچ ابتدا توسط بلوم + ووس و لارسن برای شاهزاده برونئی، جفری بولکیا در دست ساخت قرار گرفت و بعدها توسط شرکت Platinum Yachts در امارات متحده عربی تکمیل شد. در ابتدا نامش Golden Star بود.
دبی شامل هفت عرشه است و می‌تواند ۸۸ خدمه و ۲۴ مسافر را در خود جای دهد. سالن غذاخوری می‌تواند ۹۰ مسافر را در خود جای دهد. با استفاده از چهار موتور دیزل ۸۴۳۳ اسب بخار، حداکثر سرعتش ۲۵ گره دریایی است و می‌تواند ۹۸۷۹ مایل دریایی را طی کند. این کشتی در جزیره‌ای اختصاصی در نزدیکی نخل جمیرا، در مقابل کاخ تابستانی آل مکتوم پهلو گرفته‌است.

## کارهای خیریه
شیخ محمد بن راشد آل مکتوم برای کمک‌های خیریه‌اش شناخته شده‌است. وی در ۱۹ مه ۲۰۰۷ اعلام کرد که قصد دارد ۱۰ میلیارد دلار آمریکا برای راه‌اندازی بنیاد محمد بن راشد آل مکتوم، یک بنیاد آموزشی در خاورمیانه پرداخت کند.
در سپتامبر سال ۲۰۰۳ وی شهر انسان دوستانه دبی را راه‌اندازی کرد که از آن پس به بزرگ‌ترین مرکز تدارکات جهان برای کمک‌های انسان دوستانه رشد پیدا کرده‌است. این مرکز توسط ۹ آژانس سازمان ملل و حدود ۵۰ سازمان غیردولتی و اپراتور تجاری مورد استفاده قرار می‌گیرد.
پس از جنگ بوسنی که خاندان مکتوم، قربانیان جنگ را برای مداوا به امارات می‌آوردند، آل مکتوم کمک‌هایی مالی را جهت بازسازی آن منطقه اهدا کرد.

### کمک به فلسطین
شیخ محمد در مبارزات خود علیه اسرائیل کمک‌های خیرخواهانه متعددی را به انتفاضه‌های فلسطین اهدا کرده‌است. این کمکها شامل اهدای ۶۰۰ منزل مسکونی به مردم غزه پس از جنگ ۲۰۰۸–۲۰۰۹ غزه است، که در آن زمان جشن‌های سال نو و افتتاح رسمی جشنواره خرید دبی را به منظور همبستگی با مردم فلسطین لغو کرد و کمک‌هایی مالی نیز به پناهجویان فلسطینی حاصل جنگ ۱۹۴۸ اهدا کرد. او در واکنشی گسترده و علنی نسبت به وقایع و به عنوان بخشی از کمک‌های مالی گسترده از سوی شهروندان برجسته اماراتی، او پیروزی و جایزه خود را که در یک مسابقه اسب‌سواری بزرگ در بحرین به دست آورده بود، در ۱۰ ژانویه ۲۰۰۹ به مردم فلسطین اهدا کرد.
او همواره تلویحاً به لزوم راهکاری دوجانبه و مذاکره برای حل مسئله فلسطین پیش از هر گونه عادی‌سازی روابط با اسرائیل اشاره کرده‌است.

### بنیاد طرحهای جهانی محمد بن راشد (MBRGI)
آل مکتوم بنیاد طرحهای جهانی محمد بن راشد (MBRGI) را که یک بنیاد خیریه است و تلفیقی از ۳۳ موسه خیریه، نهاد و طرح ابتکاری در زیر یک چتر است، در سال ۲۰۱۵ تأسیس کرد. این نهادها در مجموع بیش از ۱۴۰۰ برنامه توسعه را اجرا می‌کنند و بیش از ۱۳۰ میلیون نفر را در ۱۱۶ کشور با همکاری بیش از ۲۸۰ شریک راهبردی، از جمله موسسات دولتی، شرکت‌های بخش خصوصی و همچنین سازمانهای منطقه‌ای و بین‌المللی، مورد حمایت قرار می‌دهند. ۵۰
این بنیاد فعالیت خود را بر مبنای پنج رکن طبقه‌بندی می‌کند:
کمک‌ها و امدادهای بشردوستانه (که نهادهای آن عبارتند از شهر بشر دوستانه بین‌المللی، بانک غذای امارات متحده عربی، مؤسسه خیریه و بشردوستانه محمد بن راشد آل مکتوم، بنیاد امداد آب امارات متحده عربی (سقیا) و مرکز جهانی رایزنی وقف محمد بن راشد آل مکتوم) که بنیاد اعلام کرده‌است در سال ۲۰۱۹ به میزان ۲۶۲ میلیون درهم در این زمینه هزینه شده و ۱۷ میلیون ذینفع دارد.
بهداشت و درمان و کنترل بیماری (بنیاد نور دبی، بنیاد الجلیله) که اعلام کرده‌است در سال ۲۰۱۹ به میزان ۱۱۸ میلیون درهم را جهت ۷٫۵ میلیون ذینفع هزینه کرده‌است؛
گسترش آموزش و دانش (دبی کرز، بنیاد کتابخانه محمد بن راشد، بنیاد دانش محمد بن راشد آل مکتوم، جایزه دانش محمد بن راشد آل مکتوم، مجمع دانش، جایزه زبان عربی محمد بن راشد آل مکتوم، مسابقه کتابخوانی عربی، پلتفرم آموزش الکترونیکی Madrasa، مدرسه دیجیتال) که در سال ۲۰۱۹ مبلغ ۳۳۵ میلیون درهم جهت ۴۵ میلیون ذی‌نفع هزینه کرده‌است؛
نوآوری و کارآفرینی (مؤسسه توسعه بنگاه‌های کوچک و متوسط محمد بن راشد (Dubai SME)، جایزه مدیران جوان کسب‌وکار محمد بن راشد، جایزه کسب‌وکار محمد بن راشد آل مکتوم، موزه آینده، طرح ابتکاری یک میلیون برنامه‌نویس عرب) که در سال ۲۰۱۹ مبلغ ۳۸۶ میلیون درهم برای ۷۴۴۰۰۰ ذینفع هزینه شده‌است؛
و توانمندسازی جوامع (مدرسه حکومت‌داری محمد بن راشد، مرکز شناخت فرهنگی شیخ محمد، مؤسسه بین‌المللی تاب‌آوری، اجلاس رسانه‌های عرب، جایزه روزنامه‌نگاری عربی، نشست اینفلوئنسرهای عرب رسانه‌های اجتماعی، همایش بین‌المللی ورزش دبی، جایزه ورزش‌های خلاقانه محمد بن راشد آل مکتوم، نشست راهبرد عربی، مرکز توسعه رهبری محمد بن راشد، امید سازان عرب، تبادل خاورمیانه و جایزه تاب‌آوری محمد بن راشد آل مکتوم) که ۱۸۱ میلیون درهم برای ۵۱۰۰۰۰ ذینفع در سال ۲۰۱۹ هزینه شده‌است.

### کمک به ساخت مسجد در هلند
در سال ۲۰۰۰، شیخ محمد مبلغ ۴ میلیون یورو برای ساخت مسجد السلام در روتردام هلند اهدا کرد.
در ژوئن ۲۰۱۷، دو طرح جدید به ابتکارات جهانی محمد بن راشد آل مکتوم در بخش «توانمندسازی جوامع» اضافه شد، یعنی مؤسسه بین‌المللی تاب‌آوری و جایزه تاب‌آوری شیخ محمد بن راشد. در همین رابطه، شیخ محمد بن راشد آل مکتوم قانون شماره (۹) سال ۲۰۱۷ را در زمینه تأسیس مؤسسه بین‌المللی تاب‌آوری و فرمان شماره (۲۳) سال ۲۰۱۷ در زمینه تشکیل هیئت امنا و فرمان شماره (۲۸) سال ۲۰۱۷ را جهت انتصاب یک مدیر اجرایی برای مؤسسه بین‌المللی تاب‌آوری تصویب کرد. در این رابطه، قانون شماره (۹) سال ۲۰۱۷ شامل راه‌اندازی جایزه تاب‌آوری شیخ محمد بن راشد است که طبق مقررات و اساسنامه قانون مذکور اجرا می‌شود. از این رو، هدف از تأسیس مؤسسه بین‌المللی تاب‌آوری ایجاد روحیه تاب‌آوری در جامعه، ایجاد یک جامعه منسجم، تقویت جایگاه و موقعیت امارات متحده عربی به عنوان الگویی از تاب‌آوری و همچنین دوری جستن از افراط‌گرایی و انواع تبعیض‌ها در میان مردم از نظر دین، جنسیت، نژاد، رنگ یا زبان، علاوه بر احترام به همه نهادها و موسساتی است که در ترویج تاب‌آوری و گفتمان باز و بین‌ادیانی مشارکت دارند.

## علایق ورزشی
شیخ محمد بن راشد آل مکتوم از سنین پایین دربارهٔ شکار و مقدمات سوارکاری آموخت. وی در سال ۱۹۶۷ در اولین مسابقه رسمی خود در نیومارکت حضور پیدا کرد. شیخ محمد امروزه از چهره‌های بزرگ در مسابقات اسب اصیل بین‌المللی و پرورش اسب است. او صاحب دارلی استاد، بزرگ‌ترین عملیات پرورش اسب در جهان است که مزارعی در ایالات متحده، ایرلند، انگلستان و استرالیا دارد.
در بازی‌های آسیایی ۲۰۰۶ پسرش راشد طلای انفرادی در اسب‌دوانی استقامت و پسرانش راشد احمد، ماجد و حمدان طلای تیمی استقامت را برنده شدند. برادرزاده‌اش لطیفه برنز پرش نمایشی را برد و دخترش میثا تیم تکواندوی امارات را هدایت می‌کرد. در سال ۲۰۱۳ زمانی که تیم ملی فوتبال امارات متحده عربی موفق به کسب جام خلیج فارس شد، شیخ محمد به تیم ۵۰ میلیون درهم (۱۳٫۷ میلیون دلار) اهدا کرد. همسر وی ۲۵ میلیون درهم (۶٫۸ میلیون دلار) دیگر اهدا کرد و نوه‌های آن‌ها ۱۲ میلیون درهم (۳٫۳ میلیون دلار) پرداخت کردند.
او در اواخر ۱۹۸۱، Gainsborough Stud را در وولتن هیل در نزدیکینیوبری برکشیر در انگلستان خریداری کرد. او مالکBallysheehan Stud درشهرستان تیپراری ایرلند؛ و همچنین Gainsborough Farm Inc. در ورسای، کنتاکی، در آمریکا است. فعالیت‌های او در زمینه اسب‌دوانی شامل مالکیت اصطبل‌های دارلی است و او شریک اصلی در اصطبل‌های گودلفین است که تحت مالکیت خانواده او است. شیخ محمد میزبان مسابقات جام جهانی دبی در میدان اسب‌دوانی میدان است.
در سال ۱۹۹۲، شیخ محمد برخلاف توصیه مربیان و صاحب‌نظران در انگلستان، «زمستان گذرانی» اسب‌های خود را در دبی آغاز کرد.  نتایج این کار، پیروزی‌هایی بزرگ و پی‌درپی بود و در سال ۱۹۹۴ او گودلفین را تأسیس کرد. در سال ۱۹۹۵، رویکرد عملی او در اسب‌سواری منجر به اختلاف نظری جدی با مربی برجسته، هنری سیسیل شد که علی‌رغم اصرار محمد بر زخمی بودن یک اسب، آن را در مسابقات شرکت داده بود. سیسیل این اختلاف نظر را علنی کرد و محمد تمامی اسب‌هایش را از اصطبل سیسیل خارج کرد.
اولین پیروزی گودلفین، توسط Balanchine با پیشی گرفتن از اسب‌های اوکس در اپسوم داونز انگلستان، در سال ۱۹۹۴ رقم خورد. این آغازی بود بر رشته پیروزی‌های بعدی با اسبهایی همچون: لامتارا، دیلمی، فنتستیک لایت، استریت کرای، سلیمانی، دباوی و رامونتی. دبی میلنیوم، که گفته می‌شود اسب مورد علاقه شیخ محمد بود، قبل از تسلیم شدن در برابر جراحت و پس از آن بیماری علف در سال ۲۰۰۱، نه مسابقه از مجموع ده مسابقه‌اش را با پیروزی به اتمام رساند.
در سال ۱۹۹۶، جام جهانی دبی به عنوان غنی‌ترین مسابقات جهانی اسب‌سواری افتتاح شد و اسب افسانه‌ای آمریکایی یعنی سیگار را برای مسابقه به دبی کشاند. این مسابقه که امروز در میدان اسب‌دوانی میدان برگزار می‌شود، حامل جایزه‌ای ۲۷ میلیون دلاری است.
در انگلستان، اسبهای وی در مسابقات گروه یک از جمله چندین مسابقه کلاسیک بریتانیا پیروز شده‌اند. اسبهای وی همچنین برنده مسابقاتIrish Derby Stakes, Prix de l'Arc de Triomphe و در آمریکا با حضور برناردینی برنده 2006 Preakness Stakes شده‌اند. در سال ۲۰۰۸، وی امپراتوری Woodlands Stud را به قیمت بیش از ۴۶۰ میلیون دلار خریداری کرد.

## دارایی
مجله فوربس در ژوئن ۲۰۱۰ ثروت وی را ۱۹ میلیارد و ۷۰۰ میلیون دلار تخمین زد. هر چند منابع مختلف ارقام متفاوتی از ثروت کنونی او، از ۴ میلیارد تا ۱۸ میلیارد دلار گزارش می‌کنند.

## روابط با ایران

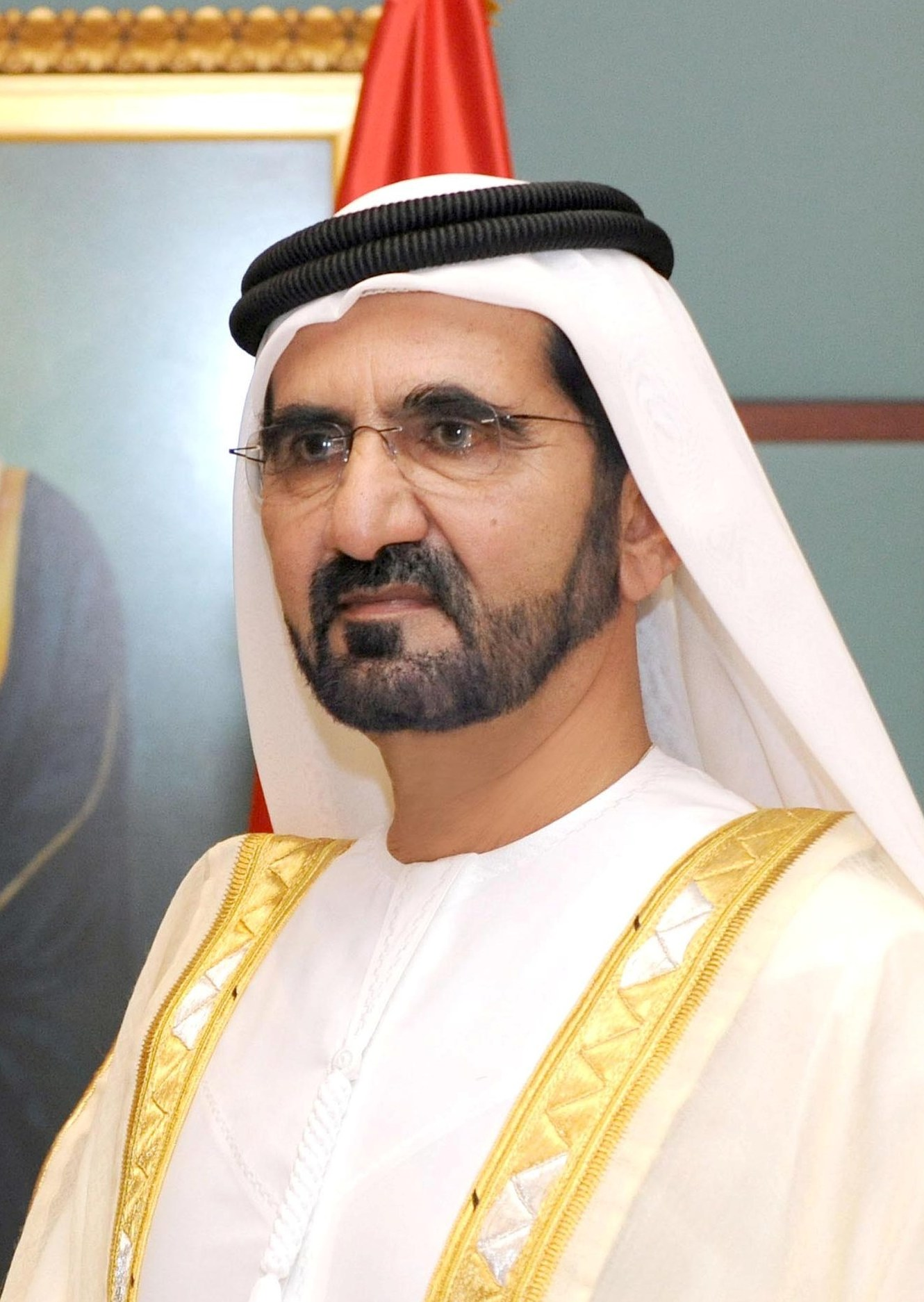
محمد بن راشد آل مکتوم.

به نقل از وبسایت دیپلماسی ایرانی شیخ محمد بن راشد آل مکتوم، امیر دبی و امیر امارات در محفلی خصوصی به حاضران گفته بود: «من ایران را دوست دارم. فرهنگ و تمدن آن را دوست دارم و به آن ارج می‌نهم. و به هیچ وجه دوست ندارم در کشورم جایی برای بحث‌های شیعه – سنی وجود داشته باشد.» همچنین برخلاف بسیاری از حکام کشورهای عربی در زمان گفتگوهای هسته‌ای در سال ۲۰۱۴، امیر دبی در مصاحبه‌ای با بی‌بی‌سی خواستار برچیدن تحریم‌ها علیه ایران شد و بر تمایل خود جهت روابط بهتر با ایران تأکید کرد این سخن امیر دبی با واکنش منفی سایر سران اماراتی روبرو گردید همچنین شیخ محمد بن راشد آل مکتوم به عنوان نخست‌وزیر امارات متحده عربی برخلاف امیرنشین‌های دیگر به ویژه ابوظبی، از همراه کردن کشورش با تحریم‌های جامعه جهانی علیه ایران خودداری می‌کرد و تا آخرین لحظه برخلاف دیگر مقام‌های اماراتی تلاش داشت تا تحریم‌ها را علیه ایران اعمال نکند حتی با وجود همکاری نهایی امارات با طرف آمریکایی امیرنشین تحت حاکمیت او، دبی، نهایت همکاری را با طرف ایران داشت وی همچنین نخستین امیر اماراتی است که بعد از انقلاب اسلامی با وجود اختلاف نظر دو کشور راجع به جزایر سه‌گانه، در فوریه ۲۰۰۸ به ایران سفر کرد و با مقام‌های ایرانی از جمله رئیس‌جمهور وقت ایران، محمود احمدی‌نژاد دیدار و گفتگو نمود.